# Реммельг, Мартин
Ма́ртин Ре́ммельг (эст. Martin Remmelg; 23 декабря 1989, Кярдла, Эстонская ССР, СССР, ныне уезд Хийумаа, Эстония) — эстонский биатлонист. Член сборной Эстонии.
Завершил карьеру в 2019 году.

## Завершил карьеру в сезоне 2018/2019 годов.
Впервые на крупных соревнованиях появился в 2008 году. Тогда Реммельг принимал участие в Чемпионате Европы в чешском Ново-Место.
11 января 2011 года дебютировал на этапах Кубка мира. В индивидуальной гонке в немецком Рупольдинге с 4-я промахами он занял 88-е место.
С того времени Реммельг стал постепенно привлекаться к основной сборной. Кроме того, спортсмен участвует в розыгрыше Кубка IBU. С сезона 2014/2015 он вошёл в состав Эстонии для участия в розыгрыше Кубка мира.